# 文官街站
文官街站（工程用名：劳动路站）位于辽宁省沈阳市大东区，是沈阳地铁4号线的车站，于2023年9月29日随4号线开通启用。
车站最初曾以北侧东西向道路劳动路命名，但最终以车站北侧南北向道路名称“文官街”命名（该名称中的“文官”来源于附近地名文官屯）。

## 车站结构
本站主体位于劳动路与文官街交叉路口地下，沿劳动路东西向布置，共设3个出入口。车站形式为地下双层岛式车站，地下一层为站厅层，地下二层为站台层，站台均设有高站台门。

### 车站楼层
| 1层               | 出入口 | 出入口                                                                                                  |
| B1层              | 站厅层 | 乘客服务中心、自动售票机、自动售货机、安检                                                              |
| B2层              | 站台   | \| \| \| █ 4号线往正新路（終點站） \| \| 島式 · 開左邊车门 \| \| \| \| \| \| █ 4号线往创新路（望花） \| |
|                   |        | █ 4号线往正新路（終點站）                                                                               |
| 島式 · 開左邊车门 |        | |
|                   |        | █ 4号线往创新路（望花）                                                                                 |

### 车站出口
本站设置3个出入口，其中A出入口设置在劳动路与文官街路口西北侧，沿文官街布置，朝向北；B出入口设置在劳动路与文贸路路口东侧，朝向西；C出入口位于劳动路与桦林街路口东侧，朝向东，地面近C出入口处设置无障碍电梯。
| 出口编号              | 出口指示                | 建议前往的目的地                                                                                   |
| --------------------- | ----------------------- | -------------------------------------------------------------------------------------------------- |
| 出口 · A              | 文官街 路西             | 文官街、文官商场、劳动路、勤生街、乐群路                                                           |
| 出口 · B              | 文贸路 路东 劳动路 路南 | 文贸路、劳动路、东韵万佳、御龙东郡                                                                 |
| 出口 · C · 升降机标志 | 劳动路 路南             | 劳动路、中德国际花园、勤生街、大东区素质教育学校、民强二街、民生家园、沈阳职业技术学院、旭辉东樾城 |
| 註： 設有             |                         | |

## 利用状况
本站位于大东区七二四地区中心位置，是附近居民购物及出行的中心地点，因此居民客流较大。此外，车站东侧为沈阳职业技术学院，该校正门距本站C出入口较近，因此也有部分学生客流使用本站。

## 接驳交通
| 劳动广场（站位位于劳动路，B出入口西侧） 文官街地铁站（站位位于劳动路勤生街路口，C出入口旁） \| 编号 \| 编号 \| 线路 \| 线路 \| 线路 \| 收费 \| 运营商 \| 备注 \| \| ---- \| ---- \| -------- \| ---- \| -------------- \| ---- \| -------- \| ---- \| \| \| 162 \| 西三家子 \| ⇆ \| 铁西广场西 \| 2元 \| 安运巴士 \| \| \| \| 298 \| 东机正门 \| ⇆ \| 大什字街大东路 \| 2元 \| 康龙巴士 \| \| |      |          |      |                |      |          |      |
| 编号 | 编号 | 线路     | 线路 | 线路           | 收费 | 运营商   | 备注 |
| | 162  | 西三家子 | ⇆    | 铁西广场西     | 2元  | 安运巴士 |      |
| | 298  | 东机正门 | ⇆    | 大什字街大东路 | 2元  | 康龙巴士 |      |

| 编号 | 编号 | 线路     | 线路 | 线路           | 收费 | 运营商   | 备注 |
| ---- | ---- | -------- | ---- | -------------- | ---- | -------- | ---- |
|      | 162  | 西三家子 | ⇆    | 铁西广场西     | 2元  | 安运巴士 |      |
|      | 298  | 东机正门 | ⇆    | 大什字街大东路 | 2元  | 康龙巴士 |      |

| 编号 | 编号 | 线路           | 线路 | 线路   | 收费 | 运营商   | 备注 |
| ---- | ---- | -------------- | ---- | ------ | ---- | -------- | ---- |
|      | 115  | 望花工业园     | ⇆    | 新华路 | 2元  | 安运公交 |      |
|      | 151  | 劳动路榆林大街 | ⇆    | 大西门 | 2元  | 安运公交 |      |

|-

## 争议

### 沈阳职业技术学院冠名车站与撤除
2024年8月11日，该站部分显示屏、出入口站名牌及列车报站均添加后缀，并更名为“文官街沈阳职业技术学院站”（WENGUANJIE Shenyang Polytechnic College Station），但该报站仅存在不到1天就因乘客投诉原因被撤除。被撤除的这一站名是沈阳地铁首次在已运营车站后另行添加车站冠名后缀的站名，也是沈阳地铁在2019年更换英文意译报站未果后再度出现英语意译站名。
该站站名更改疑似来自于沈阳市民政局官网于该年6月3日刊登的《关于将地铁4号线文官街站更名为沈阳职业技术学院站的提案（416号）的协办意见》，提案申请人李晨超与沈阳职业技术学院院长同名，但该则意见已在报站更改回原名后被从沈阳市民政局官网删除。

## 歷史
- 2023年9月29日 - 本站随4号线开通启用。